# Tajadera

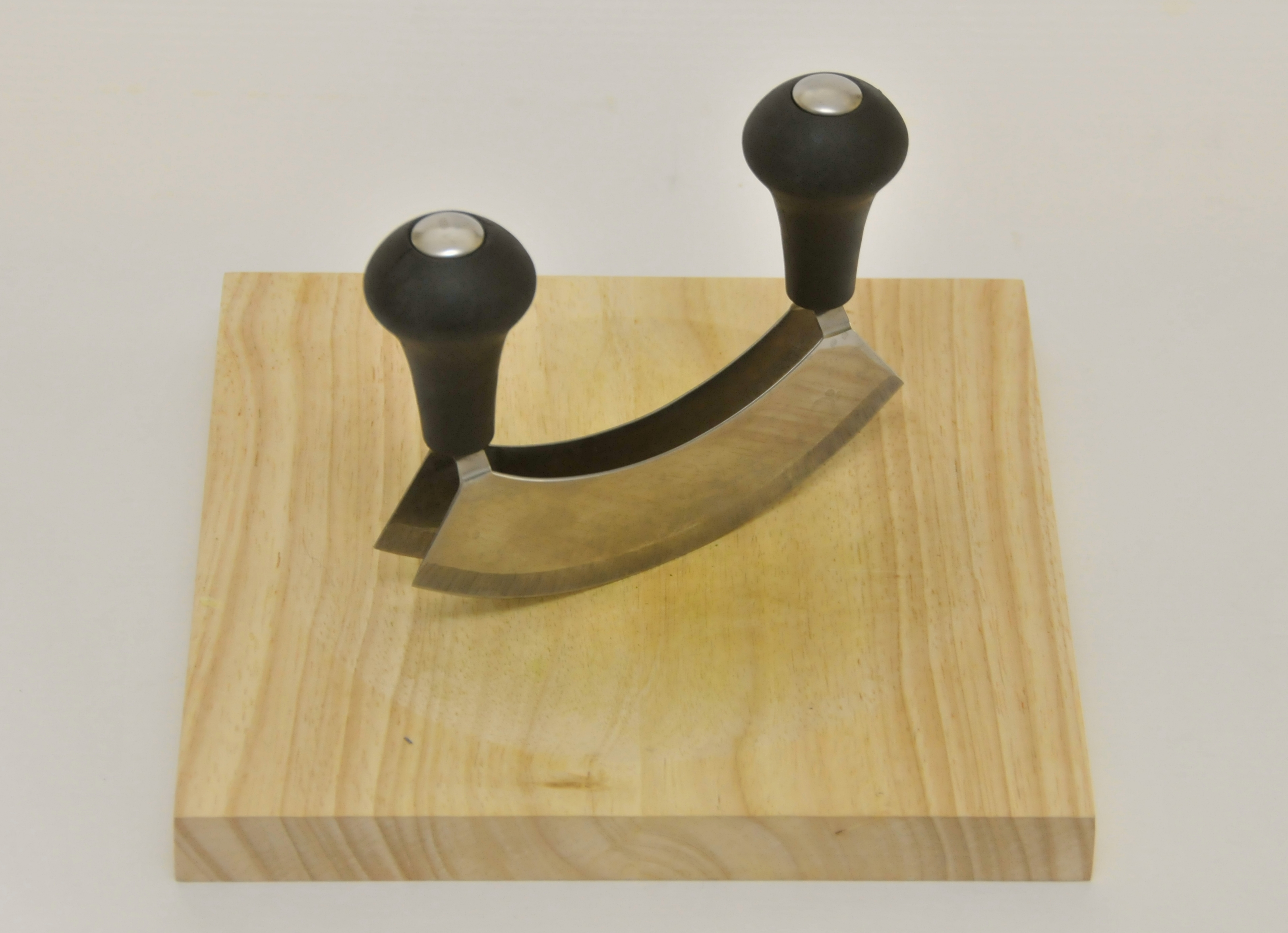
Tajadera doméstica de doble hoja.

La tajadera (o mezzaluna en italiano) es una cuchilla o cuchillo especial de hoja curva, a modo de media luna, y generalmente con dos mangos o asideras, empleado en la cocina para cortar quesos, carnes, etc. El nombre de este cuchillo proviene del verbo tajar, sinónimo de cortar. Las tajaderas presentan a veces dos cuchillas paralelas, para agilizar el corte mediante un movimiento de vaivén sobre una superficie dura y horizontal que cuando se trata de una pieza de uso específico suele recibir el nombre de tajo, tajadero y, por extensión, tajadera.

## Usos
La tajadera es el cuchillo más apropiado para desmenuzar las hierbas aromáticas de uso culinario o como cortador de pizza aunque también se puede usar para cortar queso y carne. En Navidad, se suele emplear esta cuchilla para desmenuzar el turrón. Un uso muy común en Italia incluye la preparación de un soffritto o un pesto, etc.
En las antiguas fraguas era un cortafrío con mango de madera, que servía para cortar las barras de acero con las que se fabricaban los escoplos de los arados. El maestro herrero la colocaba sobre el acero y el mozo o aprendiz la golpeaba con el mazo de hierro hasta separar las piezas.

## Nombre
La mezzaluna (Tajadera), significa "media luna" en italiano, por la forma curva de la hoja, y es el nombre más común en el Reino Unido e Italia. También tiene otros nombres como "hachoir", que es su nombre en francés.

## Galería

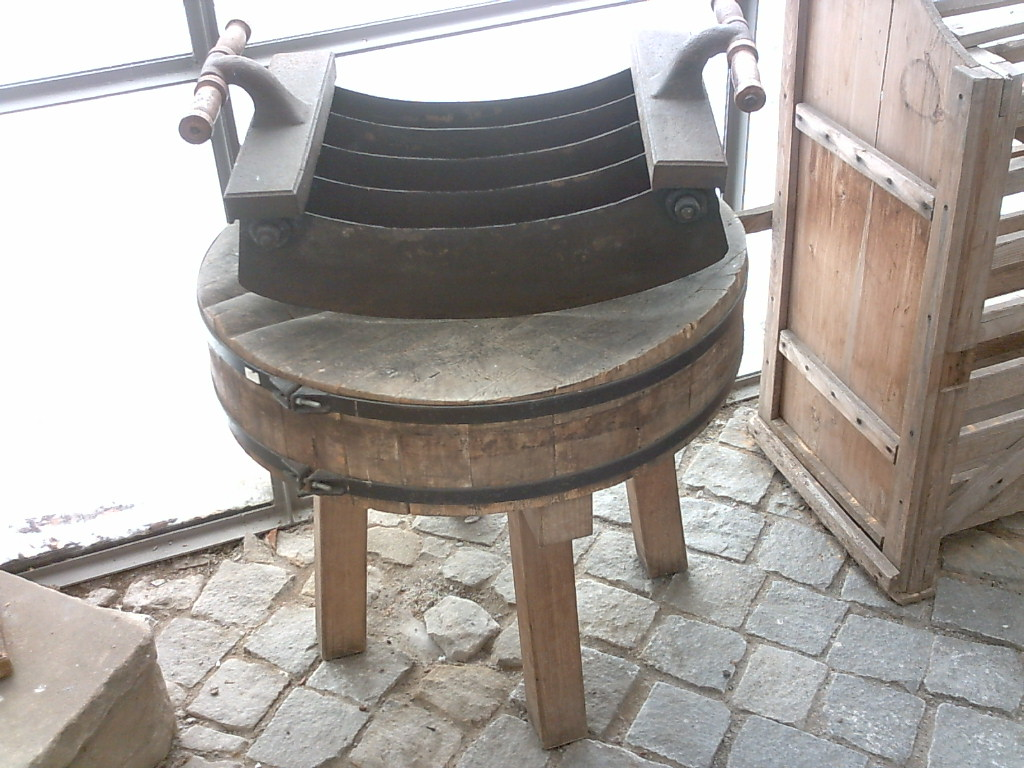
Gran tajadera.
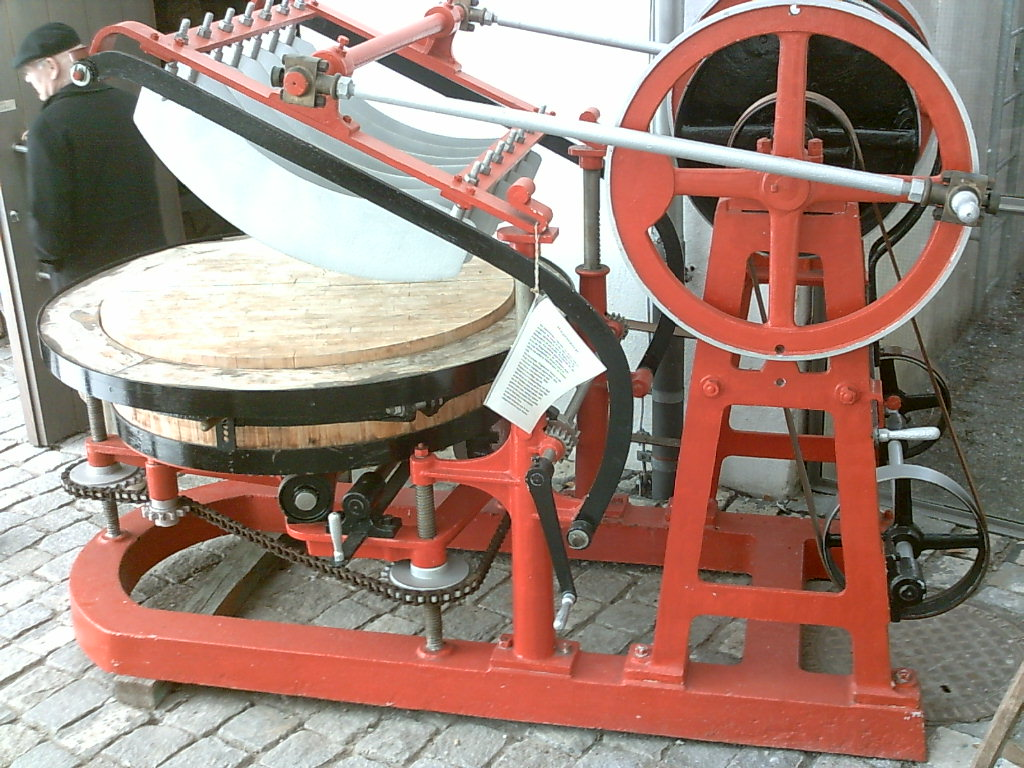
Máquina de tajar.
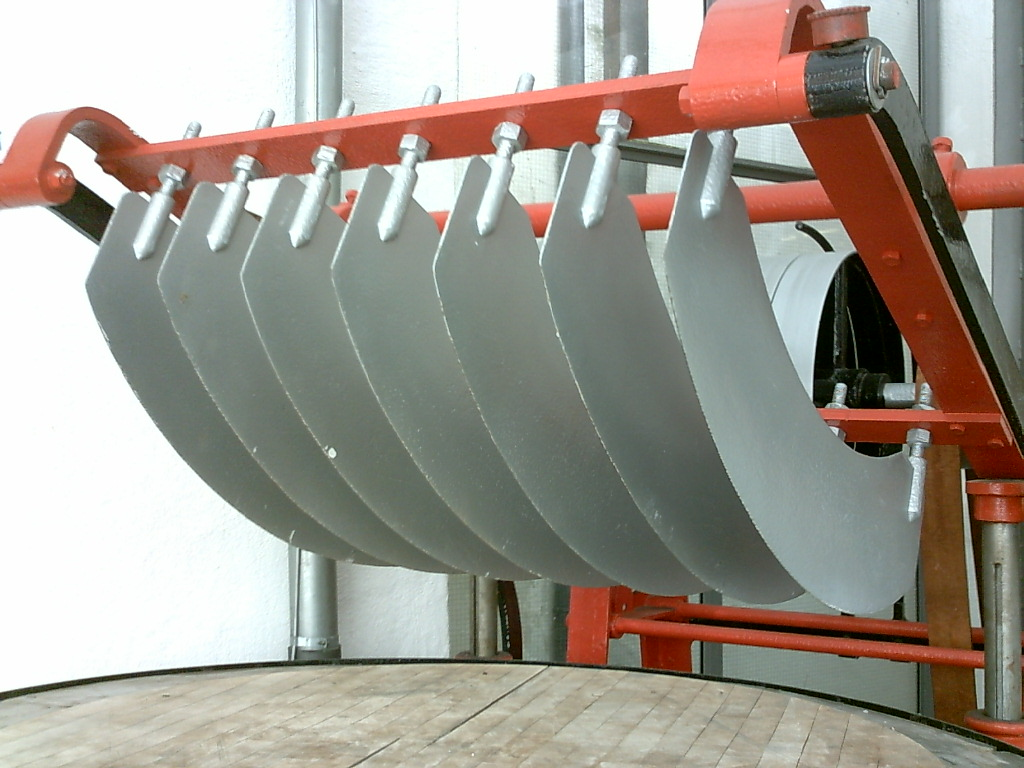
Cuchillas de la máquina de tajar.